# Immervadbrug
De Immervadbrug (Deens: Immervad Bro) is een brug in de buurt van de Deense plaats Hovslund Stationsby, waarover de prehistorische weg Hærvejen loopt. De brug is gebouwd in 1786.